# Palomera
Palomera es un municipio y localidad española de la provincia de Cuenca, en la comunidad autónoma de Castilla-La Mancha. El término municipal tiene una población de 191 habitantes (INE 2024).

## Historia
A mediados del siglo XIX, el lugar tenía contabilizada una población de 282 habitantes. La localidad aparece descrita en el decimosegundo volumen del Diccionario geográfico-estadístico-histórico de España y sus posesiones de Ultramar de Pascual Madoz de la siguiente manera: 

PALOMERA: l. con ayunt., al que están agregadas las casas del Molino de Papel en la prov., dióc. y part. jud. de Cuenca (1 1/2 leg.), aud. terr. de Albacete (22), c. g. de Castilla la Nueva (Madrid 25): sit. en la márg. del r. Huecar, en el hondo de un valle, rodeado de sierras de bastante elevacion; su clima es frio, bien ventilado y sano, puesto que solo se padecen algunas calenturas intermitentes. Consta la pobl. de 76 casas de pobre construccion y escasas comodidades,las calles son de mal piso pero limpias por la vertiente que tienen: hay pósito para socorro de los labradores, con el fondo de 300 fan. de trigo y 700 rs. en metálico; escuela de primeras letras concurrida por 30 niños, y dotada con 328 rs. y una pequeña retribucion que dan los padres de los alumnos; para surtido del vecindario hay dos fuentes al O. del l., y á corta dist. la igl. parr. bajo la advocacion de San Justo y Pastor, es aneja de la de Cuenca, y su provision pertenece al cabildo de señores curas y beneficiados de la cap. El térm. confina N. con la deh. llamada de Cotillas; en esta deh. hay una preciosa caberna, formada por las filtraciones del carbonato de cal, las que han dado origen á hermosas estalactitas; E. Buenache de la Sierra; S. Zomas, Mohorte y la Melgosa, y O. Cuenca: en su jurisd. se hallan los Molinos de Papel y 3 casas pertenecientes á unas huertas con un molino harinero: su terreno es muy quebrado, árido y pedregoso, y solo una pequeña porcion se halla reducida á cultivo, lo restante está poblado de algunos árboles, nogales, pumares, endrinos, espinos y pinos pequeños, que solo sirven para leña; el citado r. nace en su térm. á 1/4 de leg. del l. y corre en direccion á Cuenca para unirse al Júcar después de regar la hermosa Hoz de esta c. Los caminos son locales y en mal estado. La correspondencia se recibe en Cuenca. prod.: trigo aunque poco, centeno, patatas y algunas hortalizas; se cria ganado lanar y cabrio, y caza de conejos, liebres y perdices. ind.: la agrícola y pecuaria, un molino harinero y 2 de papel en su jurisd. comercio: la venta del sobrante de granos y algun ganado, y la importacion de arroz, bacalao, aceite, vino y otros art. de consumo diario. pobl.: 71 vec., 282 alm. cap. prod.: 802,920 rs. imp.: 40,146 El presupuesto municipal asciende á 200 rs., y se cubre con lo que produce el puesto de taberna y las deh. y molino harinero.
(Madoz, 1849, p. 626)

## Demografía
Palomera cuenta con una población de 191 habitantes (INE 2024).
| Gráfica de evolución demográfica de Palomera entre 1842 y 2021                                                      |
| |
| Población de derecho según los censos de población del INE Población de hecho según los censos de población del INE |

## Patrimonio
En la localidad hay una iglesia bajo la advocación de San Justo y Pastor.